# عنکبوت‌های جنوب‌نشین
عنکبوت‌های جنوب‌نشین (Ammoxenidae) نام خانواده‌ای از عنکبوتها است.
این خانواده ۴ سرده و ۱۸ گونه را دربر می‌گیرد.